# Leptotarsus (Macromastix) huttoni
Leptotarsus (Macromastix) huttoni is een tweevleugelige uit de familie langpootmuggen (Tipulidae). De soort komt voor in het Australaziatisch gebied.